# Bottom (serie televisiva)
Bottom  è una serie televisiva britannica in 18 episodi trasmessi per la prima volta nel corso di 3 stagioni dal 1991 al 1995.
È una sitcom incentrata sulle vicende di Richie e Eddie, due coinquilini (interpretati dal duo comico Adrian Edmondson e Rik Mayall) che vivono con il sussidio di disoccupazione in uno sporco e disordinato appartamento ad Hammersmith, Londra. Ha generato anche un film nel 1999 intitolato Guest House Paradiso. La serie è caratterizzata dal caotico umorismo nichilista e violento tipico della comicità slapstick.

## Personaggi e interpreti
- Eddie (18 episodi, 1991-1995), interpretato da Adrian Edmondson.
- Richie (18 episodi, 1991-1995), interpretato da Rik Mayall.
- Spudgun (5 episodi, 1991-1995), interpretato da Steven O'Donnell.
- Hedgehog (5 episodi, 1991-1995), interpretato da Christopher Ryan.
- Dick Head (3 episodi, 1991-1995), interpretato da Lee Cornes.
- Mr. Tent (2 episodi, 1992-1995), interpretato da Rupert Bates.

## Produzione
La serie, ideata da Adrian Edmondson e Rik Mayall, fu prodotta da British Broadcasting Corporation,

### Registi
Tra i registi sono accreditati:
- Ed Bye in 12 episodi (1991-1995)
- Bob Spiers in 6 episodi (1995)

### Sceneggiatori
Tra gli sceneggiatori sono accreditati:
- Adrian Edmondson in 18 episodi (1991-1995)
- Rik Mayall in 18 episodi (1991-1995)

## Distribuzione
La serie fu trasmessa nel Regno Unito dal 17 settembre 1991 al 10 febbraio 1995 sulla rete televisiva BBC Two.
Alcune delle uscite internazionali sono state:
- nel Regno Unito il 17 settembre 1991
- negli Stati Uniti il 23 aprile 1998
- nei Paesi Bassi il 7 gennaio 2002 (Bottom)
- in Danimarca (Bottom)
- in Finlandia (Bottom)
- in Francia (Bottom)
- in Italia (Bottom)

## Episodi
| Stagione         | Episodi | Prima TV Regno Unito | Prima TV Italia |
| ---------------- | ------- | -------------------- | --------------- |
| Prima stagione   | 6       | 1991                 |                 |
| Seconda stagione | 6       | 1992                 |                 |
| Terza stagione   | 6       | 1995                 |                 |